# Niittusaari (ö i Södra Savolax, Nyslott, lat 61,71, long 29,15)
Niittusaari är en ö i Finland. Den ligger i sjön Pihlajavesi och i kommunen Nyslott i  landskapet Södra Savolax, i den sydöstra delen av landet, 280 km nordost om huvudstaden Helsingfors. Öns area är 1,7 hektar och dess största längd är 260 meter i öst-västlig riktning.